# Kopytkowo (przystanek kolejowy)
Kopytkowo – zamknięty w 1995 roku przystanek osobowy  w Kopytkowie na linii kolejowej Myślice – Szlachta, w województwie pomorskim.